# Serapião de Antioquia
Serapião foi um bispo de Antioquia entre 191 a 211 ou 212 Ele ficou conhecido primordialmente por seus escritos teológicos.

## Vida e obras
Eusébio se refere a três obras em sua História Eclesiástica, mas admite que outros provavelmente existiram. A primeira é uma carta pessoal, endereçada a Caricus e Pontius contra o montanismo, da qual Eusébio cita um trecho e afirma que ela contém assinaturas de diversos bispos das províncias romanas da Ásia e Trácia:
| “ | Para que vocês possam saber que este bando de mentirosos da nova profecia, assim chamada, são uma abominação para toda a comunidade em todo o mundo, eu lhes envio os escritos do abençoado Apolinário Cláudio, bispo de Hierápolis, na Ásia | ” |
|   | — Serapião, citado por Eusébio, História Eclesiástica. |   |

O próximo trabalho citado por Eusébio é uma obra contra um tal de Domnus, que durante a perseguição, abandonou a fé pelo judaísmo.
Por fim, Eusébio cita um panfleto que Serapião escreveu sobre o docético Evangelho de Pedro, no qual ele apresenta um argumento para a comunidade cristã de Rosso, na Cilícia, dependendo da fonte:
| “ | Nós, irmãos, recebemos Pedro e os outros apóstolos assim como a Cristo, mas os escritos que circulam falsamente em seus nomes nós, na nossa experiência, rejeitamos, sabendo que estas coisas nós nunca recebemos. Quando eu estava com vocês eu presumi que vocês todos estavam ligados à fé verdadeira. Assim, sem passar por todo o evangelho apresentado sob o nome de Pedro, eu disse 'Se isso é toda a mesquinha discussão de vocês, pois que seja lido então!'. Mas agora que eu sei por informações que me foram passadas que a cabeça de vocês ronda num fosso de heresia, eu farei questão de ir até vocês novamente: assim, irmãos, me esperem em breve. Saibam, então, irmãos, de que tipo de heresia era Marcião…de outros que usaram este mesmo evangelho— ou seja, dos sucessores daqueles que a iniciaram, a quem chamamos de docetas, pois a maior parte das suas ideias são desta escola— deles eu o tomei emprestado e consegui lê-lo completamente e descobri que muito do que está ali pertence ao ensinamento correto do Salvador, mas algumas coisas são adições | ” |
|   | — Serapião, citado por Eusébio, História Eclesiástica. |   |

Ele foi um dos biografados por São Jerônimo em sua obra De Viris Illustribus (Sobre Homens Ilustres - capítulo 41), que basicamente repete as informações de Eusébio.

## Gnosticismo
Serapião também agiu, com o apoio de Panteno, contra a influência do Gnosticismo em Osroena consagrando Palut como bispo de Edessa, onde Palut atacou as tendências cada vez mais gnósticas que o clérigo Bardesanes estava ensinando na comunidade cristã.